# Alaska-Klasse (1944)
Die Alaska-Klasse war eine Klasse von ursprünglich sechs geplanten Schweren Kreuzern der United States Navy, von denen zwei in der letzten Phase des Zweiten Weltkriegs in Dienst gestellt wurden.

Sie waren als Large Cruiser eingestuft, was zu der Kennung CL geführt hätte. Da diese aber schon durch die Leichten Kreuzer (CL = Cruiser Light) belegt war, wählte man die Kennung CB. Diese wird entweder als Cruiser Big oder Cruiser Battle gedeutet. Die Bezeichnung Battlecruiser (deutsch Schlachtkreuzer) wurde von der US-Marine im Zusammenhang mit der Alaska-Klasse nie verwendet.

Sämtliche Schiffe waren nach Territorien der USA benannt worden, von denen Alaska und Hawaii heute amerikanische Bundesstaaten sind, während Guam und Puerto Rico diesen Status nicht erhielten, ebenso wie Ost-Samoa. Die Philippinen hingegen wurden 1946 ein unabhängiger Staat.

## Konstruktion
Ende der 1930er-Jahre stellten die japanischen Schweren Kreuzer eine ernsthafte Bedrohung für die amerikanischen Kriegsplaner dar, die einen ausgedehnten Feldzug über den westlichen Pazifik ins Auge fassten. Nicht nur die Verbindungslinien mussten geschützt werden, auch die Flugzeugträger mussten abgeschirmt werden. Ein superschwerer Kreuzer, den man als Kreuzer-Killer einsetzen würde, könnte somit eine perfekte Trägereskorte darstellen.
Die Überlegungen zu einem Kreuzer-Killer reichten bis ins Jahr 1938 zurück, als mehrere Entwürfe mit 203-mm-, 254-mm- und 304-mm-Kanonen erstellt, aber zugunsten des Baus von Schlachtschiffen nicht weiter verfolgt wurden. Dennoch bestand ein operativer Bedarf an einem Schiff, das günstiger als ein Schlachtschiff, aber stärker als ein herkömmlicher Schwerer Kreuzer war. Daher nahm das General Board im November 1939 einen großen Kreuzer mit der Bezeichnung CA 2 in die Liste der für ein stark erweitertes Bauprogramm in Frage kommenden Typen auf.
Nach der Auswertung der ersten Konstruktionsstudien forderte das General Board die Ausarbeitung einer weiteren Serie von Studien mit der Bezeichnung CA-2A bis CA-2H und CA-21. Schließlich wurde am 30. Juli 1940 basierend auf einer leicht modifizierten Version von CA-2G ein vorläufiger Entwurf genehmigt.
Die Alaska-Klasse als letzter Kreuzerentwurf der Vorkriegszeit war repräsentativ für die US-Kriegsschiffe, welche die Nachfolge der Baltimore- und Cleveland-Klasse antraten, da sie nicht durch Verträge eingeschränkt oder beeinflusst waren. Der Grund für eine solche Vergrößerung war ein besserer Schutz. 1939 hatte das Bureau of Ordnance eine neue Serie von 517-kg-Granaten mit höherer Durchschlagskraft vorgeschlagen. Da ein Schiff theoretisch gegen seinen eigenen Beschuss geschützt sein musste, führte die Einführung schwererer Geschosse zu einer stärkeren Panzerung.
Die dramatische Änderung der Marinestrategie und Taktik während des Zweiten Weltkriegs ließ diese Schiffe nie die Rolle einnehmen, für die sie erdacht und gebaut waren. Die traditionelle Rolle der Kreuzer als Aufklärer mussten sie an die Flugzeugträger mit ihren Aufklärungsflugzeugen abgeben. Die Flotten der japanischen Kreuzer, für deren Vernichtung sie gebaut waren, wurden zum größten Teil von Flugzeugen und U-Booten vernichtet. Infolgedessen wurde der Bau der letzten drei Exemplare, die Philippines, die Puerto Rico, und die Samoa, am 24. Juni 1943 offiziell abbestellt.

## Technik
Die Schiffe hatten eine Gesamtlänge von 246,43 m, eine Breite von 28 m und einen Tiefgang von 9,68 m. Die Verdrängung lag zwischen 29.771 tn.l. und 34.253 tn.l. Der Freibord lag zwischen 9,50 m am Bug und 5,27 m am Heck der Schiffe.

### Antrieb
Die Schiffe der Alaska-Klasse waren mit vier Dampfturbinen von General Electric ausgestattet, die jeweils eine Welle antrieben und insgesamt 150.000 Shp (110.325 kW) entwickelten, mit denen sie eine Höchstgeschwindigkeit von 33 Knoten (61 km/h) erreichten. Bei voller Leistung voraus drehte sich die Hochdruckturbine mit 5.327, die Niederdruckturbine mit 4.478 und die Propellerwelle mit 270 Umdrehungen pro Minute. Bei voller Kraft zurück drehten sich die Turbinen mit 2.614 Umdrehungen, während die Welle auf 158 Umdrehungen pro Minute heruntergeschaltet wurde. Der Dampf wurde von acht Babcock & Wilcox-Wasserrohrkesseln mit einer Temperatur von 454 °C und einem Arbeitsdruck von 38 bar geliefert. Die Schiffe konnten maximal 3619 tn.l. Heizöl mitführen, was ihnen bei 15 Knoten (27 km/h) eine Reichweite von 12.000 Seemeilen (22.224 km) ermöglichte. Die Besatzung des Schiffes bestand aus 1517 Offizieren und Mannschaft.

### Bewaffnung
Die Hauptbewaffnung bestand aus neun 305-mm-Kanonen in drei Drillingsgeschütztürmen, zwei vor und einer hinter den Aufbauten. Die Geschütztürme hatten einen Seitenrichtbereich von −150 bis +150 Grad und ein Gewicht von 922 bis 934 tn.l. Die Kanonen selbst wogen 48,6 tn.l. und hatten bei einer maximalen Elevation von 45° und einer Mündungsgeschwindigkeit von 762 m/s eine Reichweite von 35.271 m. Die seitliche Ausrichtung erfolgte durch einen 112-kW-Elektromotor, der die Türme mit 5° pro Sekunde drehte. Zur Erhöhung oder Senkung der Kanonen stand jeweils ein 26-kW-Motor zur Verfügung, wodurch die Rohre mit etwa 12° pro Sekunde ausgerichtet werden konnten. Das Laden der Kanonen erfolgte ebenfalls elektrisch mit einem 30-kW-Motor. Sie verschossen 517 kg schwere Granaten mit einer Kadenz von etwa drei Schuss pro Minute.
Die Sekundärbewaffnung bestand aus zwölf 127-mm-Kanonen in sechs Zwillingstürmen. Zwei davon befanden sich in den vorderen und achteren Aufbauten und von den restlichen vier jeweils zwei auf jeder Breitseite. Die Geschütze waren in Mk-32-Türmen mit einem Gewicht von 53 tn.l. installiert. Der Seitenrichtbereich betrug für die seitlichen Geschütze −80 bis +80 Grad und an den beiden Türmen in den Aufbauten −150 bis +150 Grad. Die Kanonen selbst wogen 1,783 tn.l. und hatten bei einer maximalen Elevation von 45° und einer Mündungsgeschwindigkeit von 792 m/s eine Reichweite von 16.640 m. Die Flugabwehr bestand aus sechsundfünfzig 40-mm- und zweiunddreißig 20-mm-Flakgeschützen, die über das gesamte Schiff verteilt angeordnet waren.

### Panzerung
Der Panzergürtel der Schiffe erstreckte sich von der vorderen bis zu hinteren Barbette und war 229 mm dick. Nach unten hin verjüngte er sich bei einer Neigung von 10 Grad auf 120 mm. Zusammen mit 269 mm dicken Querschotten bildete er die gepanzerte Zitadelle. Die Schiffe hatten insgesamt drei gepanzerte Decks mit einer Dicke von 36 bis 102 mm. Die Turmpanzerungen der 305-mm-Kanonen waren zwischen 130 und 330 mm stark und die darunter liegenden Barbetten zwischen 280 und 330 mm. Die 127-mm-Türme waren mit 127 mm starker Panzerung geschützt. Der Kommandoturm war rundherum mit 270 mm gepanzert und hatte ein 127 mm dickes Dach. Das Gesamtgewicht der Panzerung betrug 4.720 tn.l., was 16,4 Prozent der Gesamtverdrängung ausmachte.

### Elektrik
Strom wurde durch vier Turbogeneratoren mit einer Leistung von 1000 kW bei 450 Volt Wechselstrom und vier weiteren Dieselgeneratoren mit einer Leistung von 1062 kW bei 450 Volt Wechselstrom bereitgestellt.

### Radar
Obwohl ursprünglich nicht vorgesehen, waren die Schiffe der Alaska-Klasse mit mehreren Radargeräten ausgestattet. Die Feuerleitung für die Hauptbewaffnung bestand aus zwei Mark-8-Feuerleitradaren. Eine Anlage befand sich an der Spitze des Kommandoturms, die andere Anlage in den Aufbauten hinter dem Schornstein.
Es waren drei Suchläufe vorgesehen: Hauptabtastung, erweiterte Abtastung und Präzisionsabtastung. Die Hauptabtastung ermöglichte eine Sichtweite von etwa 83.000 Metern. Dieser Suchlauf wurde für Erstkontakte und zur Gewinnung taktischer Informationen über Anzahl, Lage und Bewegung der Ziele verwendet. Der erweiterte Suchlauf diente zur Erweiterung der Reichweite für eine bessere Entfernungsunterscheidung. Die Präzisionssuche wählte eine bestimmte, auf dem Entfernungsmesser angegebene Entfernung aus und zeigte jedes Ziel innerhalb von 915 m im richtigen Entfernungsverhältnis an. Dieses Verfahren wurde bis zu einer Distanz von 40.000 m eingesetzt. Die Sekundärbewaffnung war mit zwei Mark-12-Feuerleitradaren ausgestattet, die sich vorn und achtern in den Aufbauten befanden. Die Reichweite betrug bei einer Wellenlänge von 33 cm und einer Pulswiederholfrequenz von 480 Hz. 37.000 m. Zusätzlich hatten die Schiffe ein SG-1-Oberflächensuchradar und ein SK-Luftsuchradar installiert.

## Einheiten

### USSAlaska(CB-1)
Die Alaska wurde am 17. Juni 1944 in Dienst gestellt und versah ihre kurze Dienstzeit im Pazifik. Ihre Hauptaufgaben waren die Sicherung von Flugzeugträgern und die Beschießung von Landzielen wie beispielsweise Okinawa. Am 17. Februar 1947 wurde sie außer Dienst gestellt und Anfang der 1960er-Jahre abgewrackt.

### USSGuam(CB-2)
Die Guam wurde am 17. September 1944 in Dienst gestellt und versah wie die Alaska ihren Dienst im Pazifik mit den gleichen Aufgabenstellungen. Ebenfalls am 17. Februar 1947 wurde sie außer Dienst gestellt und Anfang der 1960er-Jahre abgewrackt.

### USSHawaii(CB-3)
Die Hawaii sollte am 11. Dezember 1945 in Dienst gestellt werden. Sie war zu 84 % fertig. Es wurden viele Überlegungen für ihre endgültige Verwendung angestellt. Sie wurde am 9. Juni 1958 gestrichen und etwa ein Jahr später verkauft und abgewrackt.